# مؤيد أكجه
مؤيد عبد الله أكجه (مواليد 28 أكتوبر 1995) هو لاعب كرة قدم سعودي.

## مسيرة اللاعب
لعب سابقاً في نادي الوحدة في الفئات السنية و نادي الجندل ونادي عرعر ونادي القلعة ونادي النعيرية ونادي الثقبة.